# Социалистическая Республика Сербия
Социалисти́ческая Респу́блика Се́рбия (сербохорв. Socijalistička Republika Srbija / Социјалистичка Република Србија, серб. Социjалистичка Република Србиjа) — одна из 6 социалистических республик, образовывавших СФРЮ. Являлась самой крупной по территории и по населению республикой в Югославии, также по многим показателям являлась лидером. Была доминирующей республикой в составе СФРЮ. До 1963 года носила название Народная Республика Сербия (сербохорв. Народна Република Србиjа/Narodna Republika Srbija). С 1990 года — Сербия.
Столицей СР Сербия, как и всей Югославии, являлся Белград.

## Политическое устройство
Законодательный орган — Собрание, состоящее из Совета Объединённого Труда (до 1974 года — Хозяйственный Совет, Культурно-Просветительский Совет, Социально-Здравоохранительный Совет и Организационно-Политический Совет (до 1968 года)), Общественно-Политического Совета (до 1968 года — Республиканского Совета) и Совета Общин (с 1967 года), коллективный глава государства — Президиум, исполнительный орган — Исполнительный Совет.

## Административное деление

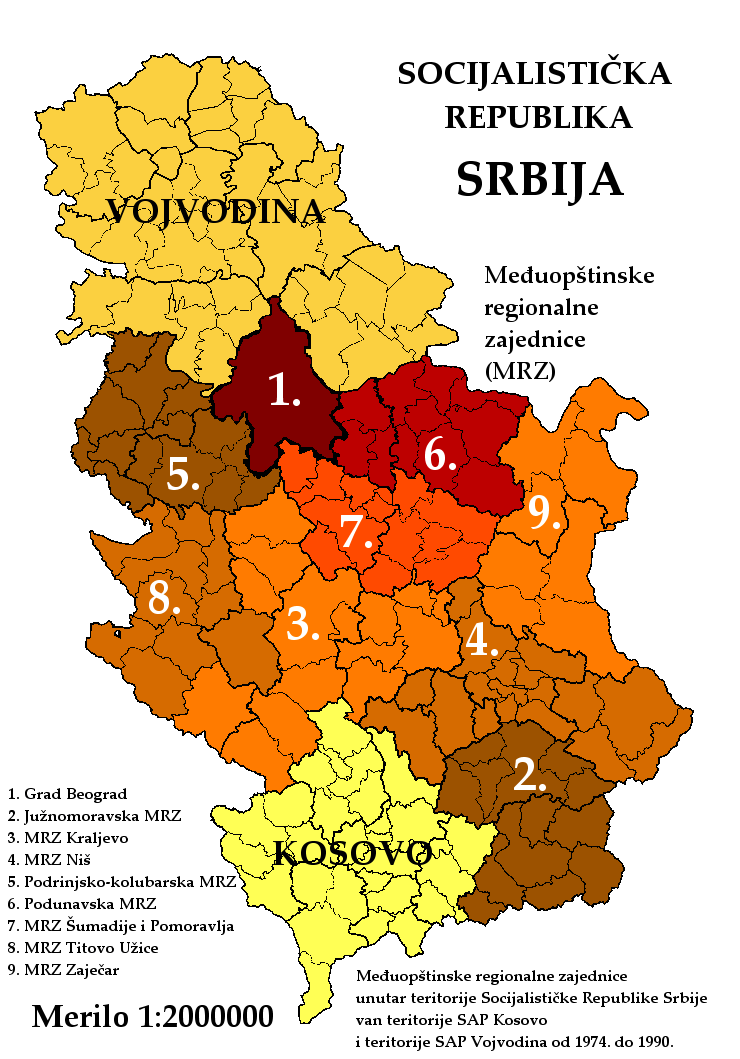
Административное деление СР Сербии

В состав Социалистической Республики Сербия входили два автономных края: Социалистический автономный край Воеводина и Социалистический автономный край Косово, а также Центральная Сербия. Территория СРС делилась на области (до 1963), области на уезды (до 1967 года), уезды на общины (до 1963 года — на города и сёла).
Представительные органы уездов — уездные собрания (до 1963 года — уездные народные комитеты), каждое из которых состояло из уездного совета и совета трудовых содружеств.
Представительные органы общин — общинные собрания (до 1963 года — городские народные комитеты и сельские народные комитеты), каждое из которых состоит из общественно-политического совет (до 1968 года — общинного совета), совета объединённого труда (до 1974 года — совета трудовых содружеств) и советов местных содружеств (с 1974 года).
| Официальное название                       | Столица  | Площадь, км² | Население, тыс. чел (на 30 июня 1976) |
| ------------------------------------------ | -------- | ------------ | ------------------------------------- |
| Социалистическая Республика Сербия         | Белград  | 88 361       | 8843                                  |
| Социалистический автономный край Косово    | Приштина | 10 887       | 1429                                  |
| Социалистический автономный край Воеводина | Нови-Сад | 21 506       | 1989                                  |